# غراسيانو روكتشيجياني
غراسيانو روكتشيجياني (بالألمانية: Graciano Rocchigiani) مواليد 29 ديسمبر 1963 في دويسبورغ، حوض الرور، شمال الراين-وستفاليا، ألمانيا، هو ملاكم ألماني يصنف ضمن فئة الوزن المتوسط بدأ مسيرته الاحترافية سنة 1983. حقق بطولة المجلس العالمي للملاكمة وبطولة الاتحاد الدولي للملاكمة.

## المسيرة الاحترافية
من نزالاته:
- خسر أمام داريوش ميتشالكزيوسكي بالضربة الفنية القاضية (15-04-2000).
- خسر أمام داريوش ميتشالكزيوسكي (10-08-1996).
- خسر أمام هنري ماسك (14-10-1995).
- خسر أمام هنري ماسك (27-05-1995).
- انتصر على مصطفى حمشو بالضربة الفنية القاضية (05-12-1987).

## إحصائيات
خاض خلال مسيرته 48 نزالا، فاز في 41 وتعادل في 1 وخسر في 6 (1 بالضربة القاضية). فاز بالضربة القاضية في 19 نزالا.

## روابط خارجية
- غراسيانو روكتشيجياني على موقع IMDb (الإنجليزية)
- غراسيانو روكتشيجياني على موقع بوكس ريك (الإنجليزية) (registration required)